# Eugène Bacquias
Eugène Bacquias, né le 18 avril 1825 à Essoyes (Aube) et mort le 17 juillet 1888 à Essoyes, est un homme politique français.

## Biographie
Médecin à Troyes, il est député de l'Aube de 1881 à 1885, siégeant sur les bancs de l'Union républicaine, soutenant les gouvernements opportunistes. 

## Sources
- « Eugène Bacquias », dans Adolphe Robert et Gaston Cougny, Dictionnaire des parlementaires français, Edgar Bourloton, 1889-1891 [détail de l’édition]